# Костенурките нинджа (филм, 2014)
Вижте пояснителната страница за други значения на Костенурките нинджа.
„Костенурките нинджа“ (на английски: Teenage Mutant Ninja Turtles) е американски научнофантастичен екшън филм, базиран на едноименната поредица. Режисиран е от Джонатан Лийбсман, а главните роли се изпълняват от Меган Фокс, Джони Ноксвил, Пийт Плосек, Ноел Фишър, Джеръми Хауърд, Алън Ричсън, Дани Удбърн, Тони Шалуб, Уилям Фиктнър и Уил Арнет.
Премиерата е на 8 август 2014 г. Обявено е, че ще има продължение, което ще излезе на 3 юни 2016 г.

## Филми от поредицата за „Костенурките нинджа“
Поредицата „Костенурките нинджа“ включва 5 филма:
- „Костенурките Нинджа“ (1990)
- „Костенурките Нинджа II“ (1991)
- „Костенурките Нинджа III“ (1993)
- „Костенурките нинджа“ (2014)
- „Костенурките нинджа: На светло“ (2016)